# Reprezentacja Chile w piłce nożnej mężczyzn
Reprezentacja Chile w piłce nożnej mężczyzn – drużyna piłkarska reprezentująca Republikę Chile w zawodach międzynarodowych. Za jej funkcjonowanie odpowiedzialna jest Federación de Fútbol de Chile, organ zarządzający piłką nożną w Chile. W reprezentacji mogą występować wyłącznie zawodnicy posiadający obywatelstwo chilijskie.
Od 1910 roku reprezentuje Chile w międzynarodowych rozgrywkach piłkarskich.
40 razy występowało w rozgrywkach o Copa America, triumfując w nich dwa razy (2015, 2016), czterokrotnie zajmując drugie miejsce (1955, 1956, 1979, 1987), pięciokrotnie trzecie (1926, 1941, 1945, 1967, 1991) i jedenastokrotnie czwarte (1916, 1917, 1919, 1920, 1924, 1935, 1939, 1947, 1953, 1999, 2019).

## Historia reprezentacji
Reprezentacja Chile dziewięciokrotnie startowała w finałach mistrzostw świata (1930, 1950, 1962, 1966, 1974, 1982, 1998, 2010, 2014), a swój największy sukces osiągnęła w 1962 roku, kiedy w turnieju rozgrywanym na własnym terenie, po wyeliminowaniu Szwajcarii, Włoch, Związku Radzieckiego i Jugosławii, zajęła ostatecznie trzecie miejsce. W półfinale ekipa prowadzona przez trenera Fernando Riere przegrała 2:4 z późniejszymi triumfatorami Brazylijczykami. Na pocieszenie Chilijczykom pozostała korona króla strzelców dla Leonela Sáncheza.
Pierwszą (1930) i czwartą (1950) edycję mundialu kończyli z kolei już na fazie grupowej. Z edycji 1934 wycofali się, a w 1938 w ogóle nie wzięli udziału w mistrzostwach. W latach 1954 i 1958 nie uzyskali kwalifikacji.
W czasie kolejnych występów na światowych czempionatach, aż do 1998 roku, reprezentacja żegnała się z turniejem już po fazie grupowej (1966, 1974, 1982), w ogóle nie kwalifikowała się do mistrzostw (1970, 1978, 1986), lub była dyskwalifikowana (1990, 1994).
Do wstydliwego zdarzenia doszło w czasie eliminacji do Mundialu 1990, we wrześniu 1989 roku. W meczu z Brazylią w Rio de Janeiro, przy stanie 1:0 dla gospodarzy, chilijski bramkarz Roberto Rojas udawał, że został poważnie raniony przez petardę rzuconą przez brazylijskich kibiców. Sztab reprezentacji, licząc na powtórzenie spotkania, odmówił kontynuowania meczu i wyprowadził piłkarzy z boiska. Dopiero po przejrzeniu zapisów wideo, stwierdzono, że petarda upadła daleko od bramkarza i nie mogła zagrozić jego zdrowiu. FIFA podjęła decyzję o dożywotniej dyskwalifikacji Rojasa oraz, jako że spotkanie z Brazylią było ostatnim meczem w eliminacjach do Mundialu 1990, zakazie występów Chile w kwalifikacjach do kolejnych mistrzostw. Ponadto krajowy związek piłki nożnej zwolnił cały sztab szkoleniowy z selekcjonerem Orlando Araveną na czele, a większość najlepszych piłkarzy zrezygnowała z występów w kadrze (np. Juan Carlos Letelier i Jorge Aravena).
W 1998 roku po szesnastoletniej przerwie reprezentacja zagrała na mistrzostwach świata. We Francji nie wygrała żadnego meczu, ale mimo to zdołała awansować z grupy (dzięki trzem remisom – z Włochami 2:2, z Austrią 1:1 i z Kamerunem 1:1). W drugiej rundzie przegrała 1:4 z Brazylią. Wyróżniającymi się zawodnikami tamtej drużyny był duet napastników Iván Zamorano – Marcelo Salas (Salas strzelił w turnieju cztery gole), pomocnik José Luis Sierra oraz bramkarz Nelson Tapia.
We Francji drużynę prowadził Urugwajczyk z chilijskim obywatelstwem Nelson Acosta, który w połowie 2005 roku po raz drugi objął funkcję selekcjonera. Druga kadencja była, zdaniem większości obserwatorów, o wiele trudniejsza od pierwszej, ponieważ obecnie reprezentacja jest jedną ze słabszych w Ameryce Południowej. W eliminacjach do Mundialu 2006 zajęła siódme miejsce w dziesięciozespołowej grupie.
Acosta złożył wypowiedzenie niedługo po przegranym 1:6 meczu z Brazylią w ćwierćfinale Copa América 2007, kiedy okazało się, że sześciu jego podopiecznych (w tym kapitan Jorge Valdivia) „rażąco złamało dyscyplinę” (chilijska federacja nie ujawniła o co chodzi) i następnie została surowo ukarana przez FIFA. Na nowego selekcjonera w sierpniu został wybrany Argentyńczyk Marcelo Bielsa.
Na Igrzyskach Olimpijskich w Sydney w 2000 roku młodzieżowa reprezentacja Chile zdobyła brązowy medal. Trenerem tamtej drużyny był także Acosta.
Chile awansowało na Mistrzostwa Świata w 2010 zajmując w eliminacjach drugą lokatę 1 punktem przegrywając z Brazylią. W turnieju w Południowej Afryce podopieczni Marcelo Bielsy zajęli drugie miejsce w grupie (za Hiszpanią) i odpadli w 1/8 finału przegrywając 3:0 z Brazylią.
Na Copa América 2011 Chilijczycy z grupy wyszli z 1 miejsca wygrywając dwa mecze i jeden remisując. W ćwierćfinale ulegli jednak Wenezueli.
W eliminacjach do Mistrzostw Świata 2014 Chile awansowało z 3 miejsca, za Argentyną i Kolumbią. Na turnieju w Brazylii Chile zajęło drugie miejsce w grupie. W 1/8 finału trafili, tak jak 4 lata wcześniej, na Brazylię, z którą przegrali po rzutach karnych.
W 2015 roku Chilijczycy wygrali Copa América 2015, gdzie byli gospodarzami, pokonując w finale po rzutach karnych Argentynę. Rok później, w finale Copa America 2016 ponownie pokonali Argentynę po rzutach karnych.
Jako triumfator dwóch edycji Copa America z rzędu (odpowiednio 2015 oraz 2016) reprezentacja Chile brała również udział w Pucharze Konfederacji 2017 w Rosji. W pierwszym meczu turnieju Chilijczycy wygrali z reprezentacją Kamerunu 2:0. Następnie w dwóch kolejnych meczach zremisowali po 1:1 odpowiednio z Niemcami oraz Australią. Pozwoliło im to awansować z pięcioma punktami na koncie z drugiego miejsca w grupie do półfinałów w których zmierzyli się z Portugalią. Zwyciężyli w tym meczu po serii rzutów karnych 3:0 (w regulaminowym czasie gry i po dogrywce 0:0). Dzięki temu awansowali do finału w którym zagrali z reprezentacją Niemiec. Przegrali ten mecz 0:1 i zajęli drugie miejsce w turnieju.
Od stycznia 2016 do października 2017 selekcjonerem reprezentacji Chile był Juan Antonio Pizzi. Pod jego wodzą Chilijczycy grali w eliminacjach do mundialu 2018 w Rosji, ostatecznie nie kwalifikując się do turnieju głównego (przegrana z Brazylią 0:3, przy niekorzystnych wynikach w innych meczach).

## Udział w międzynarodowych turniejach
| 1930 | -                         | Faza grupowa              |
| 1934 | Wycofała się z eliminacji | Wycofała się z eliminacji |
| 1938 | Nie brała udziału         | Nie brała udziału         |
| 1950 | Awans                     | Faza grupowa              |
| 1954 | Nie zakwalifikowała się   | Nie zakwalifikowała się   |
| 1958 | Nie zakwalifikowała się   | Nie zakwalifikowała się   |
| 1962 | Gospodarz                 | III miejsce               |
| 1966 | Awans                     | Faza grupowa              |
| 1970 | Nie zakwalifikowała się   | Nie zakwalifikowała się   |
| 1974 | Awans                     | Faza grupowa              |
| 1978 | Nie zakwalifikowała się   | Nie zakwalifikowała się   |
| 1982 | Awans                     | Faza grupowa              |
| 1986 | Nie zakwalifikowała się   | Nie zakwalifikowała się   |
| 1990 | Dyskwalifikacja           | Dyskwalifikacja           |
| 1994 | Wykluczenie z eliminacji  | Wykluczenie z eliminacji  |
| 1998 | Awans                     | 1/8 finału                |
| 2002 | Nie zakwalifikowała się   | Nie zakwalifikowała się   |
| 2006 | Nie zakwalifikowała się   | Nie zakwalifikowała się   |
| 2010 | Awans                     | 1/8 finału                |
| 2014 | Awans                     | 1/8 finału                |
| 2018 | Nie zakwalifikowała się   | Nie zakwalifikowała się   |
| 2022 | Nie zakwalifikowała się   | Nie zakwalifikowała się   |
| 2026 | Nie zakwalifikowała się   | Nie zakwalifikowała się   |

| - 1916 – IV miejsce - 1917 – IV miejsce - 1919 – IV miejsce - 1920 – IV miejsce - 1921 – Wycofało się - 1922 – V miejsce - 1923 – Wycofało się - 1924 – IV miejsce - 1925 – Wycofało się - 1926 – III miejsce - 1927 – 1929 – Wycofało się - 1935 – IV miejsce - 1937 – V miejsce - 1939 – IV miejsce - 1941 – III miejsce - 1942 – VI miejsce - 1945 – III miejsce - 1946 – V miejsce - 1947 – IV miejsce - 1949 – V miejsce - 1953 – IV miejsce - 1955 – II miejsce - 1956 – II miejsce |  | - 1957 – VI miejsce - 1959 – V miejsce - 1959 – 1963 – Wycofało się - 1967 – III miejsce - 1975 – Faza grupowa - 1979 – II miejsce - 1983 – Faza grupowa - 1987 – II miejsce - 1989 – Faza grupowa - 1991 – III miejsce - 1993 – Faza grupowa - 1995 – Faza grupowa - 1997 – Faza grupowa - 1999 – IV miejsce - 2001 – Ćwierćfinał - 2004 – Faza grupowa - 2007 – Ćwierćfinał - 2011 – Ćwierćfinał - 2015 – Mistrzostwo - 2016 – Mistrzostwo - 2019 – IV miejsce - 2021 – Ćwierćfinał |

## Aktualna kadra
Kadra na mecze towarzyskie przeciwko reprezentacji Kuby, Dominikany i Boliwii, które odbyły się 11, 16 i 20 czerwca 2023. Występy i gole aktualne na 20 czerwca 2023.
| #          | Imię i nazwisko       | Data urodzenia    | Klub                 | Występy (gole) |
| Bramkarze  | Bramkarze             | Bramkarze         | Bramkarze            | Bramkarze      |
| ---------- | --------------------- | ----------------- | -------------------- | -------------- |
| 12         | Gabriel Arias         | 13 września 1987  | River Plate          | 15 (0)         |
| 23         | Brayan Cortés         | 11 marca 1995     | Colo-Colo            | 10 (0)         |
| 1          | Cristóbal Campos      | 27 sierpnia 1999  | Universidad de Chile | 1 (0)          |
|            | Hugo Araya            | 26 grudnia 2000   | Cobreloa             | 0 (0)          |
| Obrońcy    |                       |                   |                      |                |
| 17         | Gary Medel            | 3 sierpnia 1987   | Bologna              | 156 (7)        |
| 2          | Eugenio Mena          | 18 lipca 1988     | Universidad Católica | 72 (3)         |
| 3          | Guillermo Maripán     | 6 maja 1994       | Monaco               | 42 (2)         |
| 4          | Gabriel Suazo         | 9 sierpnia 1997   | Toulouse             | 16 (0)         |
| 15         | Juan Delgado          | 5 marca 1993      | Paços Ferreira       | 13 (1)         |
| 16         | Nayel Mehssatou       | 8 sierpnia 2002   | Kortrijk             | 7 (0)          |
| 6          | Guillermo Soto        | 19 stycznia 1994  | Huracán              | 3 (0)          |
| 21         | Matías Catalán        | 19 sierpnia 1992  | Talleres             | 2 (0)          |
| 5          | Matías Zaldivia       | 22 stycznia 1991  | Universidad de Chile | 1 (0)          |
| 27         | Joaquín Gutiérrez     | 4 lipca 2002      | Huachipato           | 0 (0)          |
| Pomocnicy  |                       |                   |                      |                |
| 8          | Arturo Vidal          | 22 maja 1987      | Flamengo             | 140 (33)       |
| 13         | Erick Pulgar          | 15 stycznia 1994  | Flamengo             | 43 (4)         |
| 19         | Diego Valdés          | 30 stycznia 1994  | América              | 26 (1)         |
| 7          | Marcelino Núñez       | 1 marca 2000      | Norwich City         | 18 (3)         |
| 14         | Víctor Méndez         | 23 września 1999  | CSKA Moskwa          | 9 (0)          |
| 26         | Williams Alarcón      | 29 listopada 2000 | Ibiza                | 4 (0)          |
| 25         | Rodrigo Echeverría    | 17 kwietnia 1995  | Everton              | 2 (1)          |
| 24         | Lucas Assadi          | 8 stycznia 2004   | Universidad de Chile | 2 (0)          |
| 28         | Javier Altamiranoz    | 21 sierpnia 1999  | Huachipato           | 1 (0)          |
| 30         | César Pérez           | 29 listopada 2002 | Unión La Calera      | 0 (0)          |
| Napastnicy |                       |                   |                      |                |
| 10         | Alexis Sánchez        | 19 grudnia 1988   | Olympique Marsylia   | 155 (51)       |
| 22         | Ben Brereton Díaz     | 18 kwietnia 1999  | Blackburn Rovers     | 21 (7)         |
| 20         | Marcos Bolados        | 28 lutego 1996    | Colo-Colo            | 4 (1)          |
| 11         | Víctor Dávila         | 4 listopada 1997  | León                 | 5 (0)          |
| 9          | Alexander Aravena     | 6 września 2002   | Universidad Católica | 3 (0)          |
| 18         | Bruno Barticciotto    | 7 maja 2001       | Palestino            | 1 (2)          |
| 29         | Maximiliano Rodríguez | 31 maja 2000      | Huachipato           | 0 (0)          |

## Rekordziści
| Lp. | Zawodnik         | Lata gry w kadrze | Mecze | Bramki |
| --- | ---------------- | ----------------- | ----- | ------ |
| 1.  | Gary Medel       | 2007–             | 156   | 7      |
| 2.  | Alexis Sánchez   | 2006–             | 155   | 51     |
| 3.  | Claudio Bravo    | 2004–             | 145   | 0      |
| 4.  | Arturo Vidal     | 2007–             | 140   | 33     |
| 5.  | Mauricio Isla    | 2007–2022         | 136   | 5      |
| 6.  | Gonzalo Jara     | 2006–2019         | 115   | 3      |
| 7.  | Jean Beausejour  | 2004–2021         | 109   | 6      |
| 8.  | Eduardo Vargas   | 2009–2022         | 106   | 40     |
| 9.  | Charles Aránguiz | 2009–2022         | 97    | 7      |
| 10. | Leonel Sánchez   | 1955–1968         | 85    | 24     |

| Lp. | Zawodnik             | Lata gry w kadrze | Bramki | Mecze |
| --- | -------------------- | ----------------- | ------ | ----- |
| 1.  | Alexis Sánchez       | 2006–             | 51     | 155   |
| 2.  | Eduardo Vargas       | 2009–2022         | 40     | 106   |
| 3.  | Marcelo Salas        | 1994–2007         | 37     | 70    |
| 4.  | Iván Zamorano        | 1987–2001         | 34     | 69    |
| 5.  | Arturo Vidal         | 2007–             | 33     | 140   |
| 6.  | Carlos Caszely       | 1969–1985         | 29     | 49    |
| 7.  | Leonel Sánchez       | 1955–1968         | 24     | 85    |
| 8.  | Jorge Aravena        | 1983–1989         | 22     | 37    |
| 9.  | Humberto Suazo       | 2005–2013         | 21     | 60    |
| 10. | Juan Carlos Letelier | 1979–1989         | 18     | 57    |

## Selekcjonerzy
| 1.  | Xabier Azkargorta  | Hiszpania | listopad 1994 | czerwiec 1996    | 18 | 9  | 5  | 4  | 59% |                 |      |
| 2.  | Nelson Acosta      | Urugwaj   | czerwiec 1996 | marzec 2001      | 69 | 26 | 17 | 26 | 46% |                 |      |
| 3.  | Pedro García       | Chile     | marzec 2001   | wrzesień 2001    | 12 | 3  | 1  | 8  | 28% |                 |      |
| 4.  | Jorge Garcés       | Chile     | wrzesień 2001 | grudzień 2001    | 3  | 0  | 1  | 2  | 11% |                 |      |
| –   | César Vaccia       | Chile     | luty 2002     | grudzień 2002    | 1  | 0  | 0  | 1  | 0%  |                 |      |
| 5.  | Juvenal Olmos      | Chile     | styczeń 2003  | kwiecień 2005    | 25 | 7  | 9  | 9  | 40% |                 |      |
| 6.  | Nelson Acosta (2)  | Urugwaj   | kwiecień 2005 | lipiec 2007      | 28 | 13 | 8  | 7  | 56% |                 |      |
| 7.  | Marcelo Bielsa     | Argentyna | sierpień 2007 | luty 2011        | 50 | 27 | 8  | 15 | 59% |                 |      |
| 8.  | Claudio Borghi     | Argentyna | luty 2011     | listopad 2012    | 27 | 11 | 5  | 11 | 47% |                 |      |
| 9.  | Jorge Sampaoli     | Argentyna | grudzień 2012 | styczeń 2016     | 43 | 26 | 9  | 8  | 67% | 1x Copa América | 2015 |
| 10. | Juan Antonio Pizzi | Hiszpania | styczeń 2016  | październik 2017 | 32 | 13 | 7  | 12 | 48% | 1x Copa América | 2016 |
| 11. | Reinaldo Rueda     | Kolumbia  | styczeń 2018  | styczeń 2021     | 27 | 9  | 8  | 10 | 33% |                 |      |
| 12. | Martín Lasarte     | Urugwaj   | luty 2021     | 1 kwietnia 2022  | 22 | 7  | 6  | 9  | 40% |                 |      |
| 13. | Eduardo Berizzo    | Argentyna | 26 maj 2022   | nadal            | 11 | 3  | 4  | 4  | 27% |                 |      |
|     |                    |           |               |                  |    |    |    |    | %   |                 |      |

Stan na 21 czerwca 2023.
Kursywą wyróżniono selekcjonerów tymczasowych.
W nawiasie podano, który raz selekcjoner prowadził reprezentację.